# Беленькая (вулкан)
Бе́ленькая (Беленькая сопочка, Сахач) — потухший вулкан в южной части полуострова Камчатка, представляющий собой небольшой вулканический конус.
Расположен в истоке реки Голыгиной к юго-западу от Штюбеля. В составе пород вулкана преобладает базальт. Абсолютная высота — 892 м.
Период последнего извержения вулкана точно неизвестен, по предположению учёных Сахач прекратил действовать в среднем голоцене (около 5 тыс. лет до н. э.).